# Ett ord till folket
Ett ord till folket (ryska: Слово к народу) var ett öppet brev undertecknat av ett antal höga sovjetiska politiker och andra intellektuella, vilka tog kraftig ställning emot Sovjetunionens splittring. Brevet publicerades i den ryska dagstidningen Sovetskaja Rossija den 23 juli 1991. Bland undertecknarna fanns Jurij Bondarev, Valentin Varennikov, Gennadij Ziuganov, Aleksandr Prochanov, Valentin Rasputin och Vasilij Starodubtsev. 